# Metaconchoecia kyrtophora
Metaconchoecia kyrtophora är en kräftdjursart som först beskrevs av G. W. Müller 1906.  Metaconchoecia kyrtophora ingår i släktet Metaconchoecia och familjen Halocyprididae. Inga underarter finns listade i Catalogue of Life.